# 117 вьетнамских мучеников

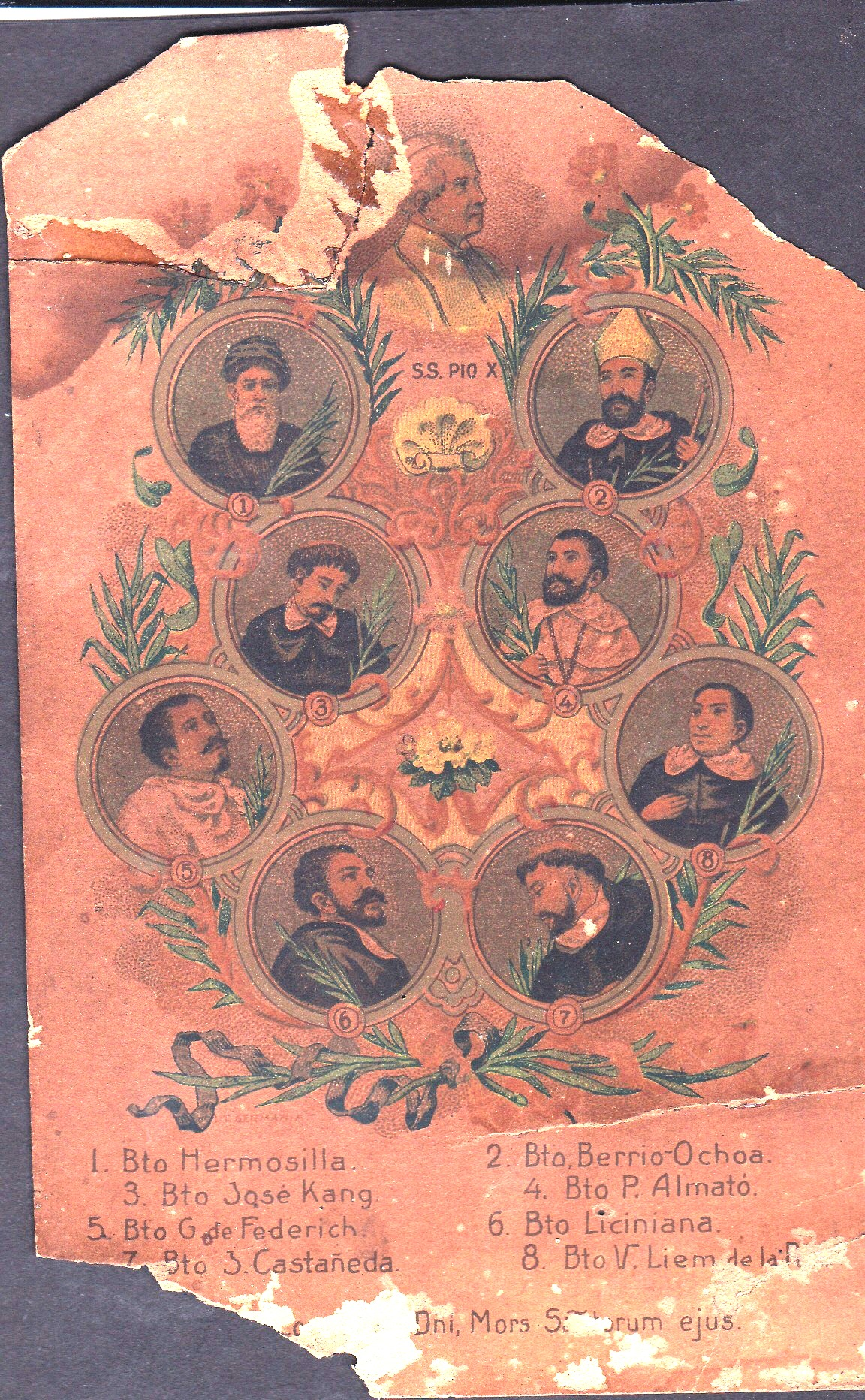
Иероним Эрмосилья, Валентин Беррио-Очоа, Иосиф Кханг, Пётр Альмато, Франциск де Фредерих, Матфей Лечиниана, Гиацинт Кастенеда и Викентий Лием. Молитвенная карточка в честь беатификации мучеников папой Пием X, 1906 г.

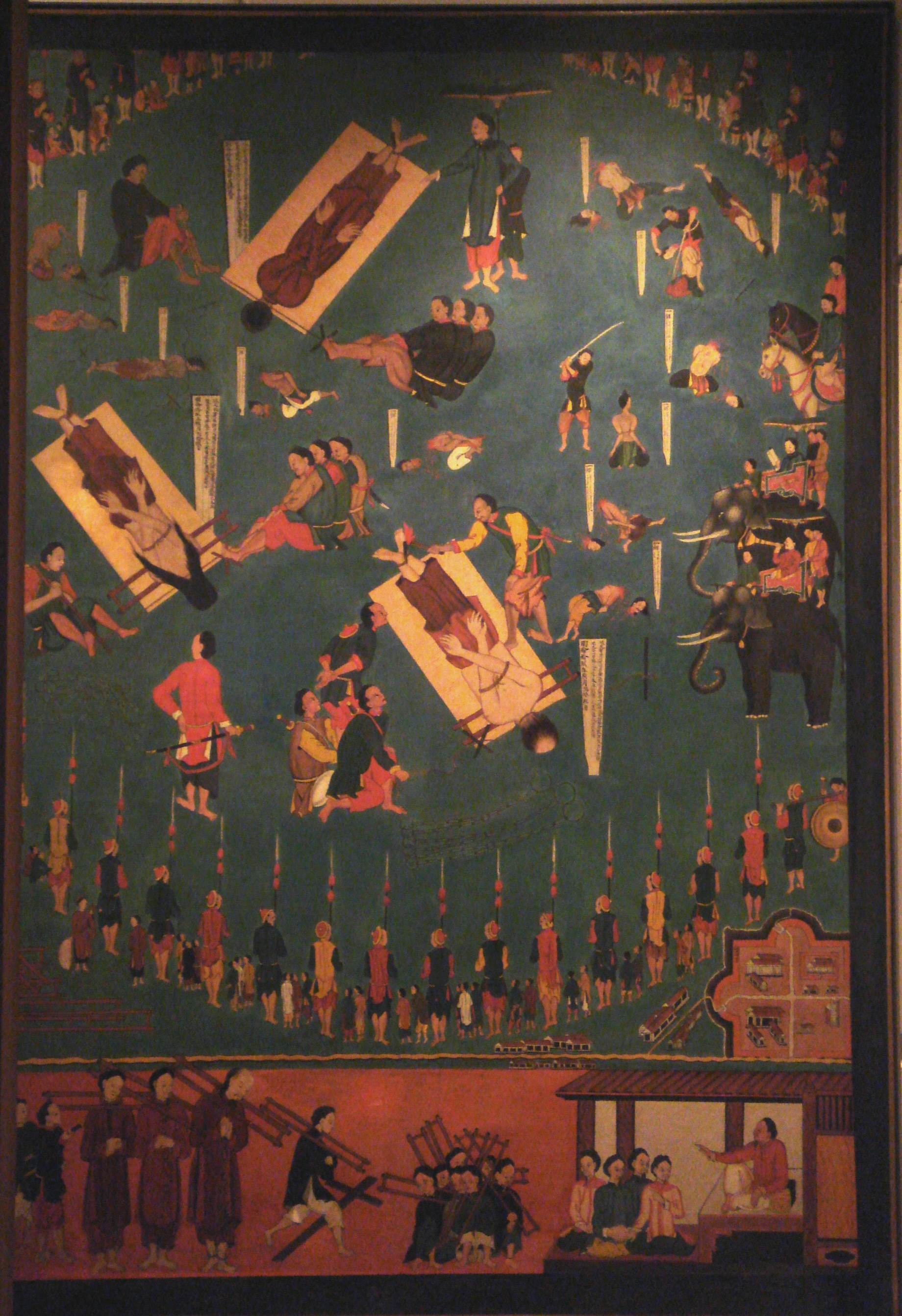
Мученичество Павла Ми, Петра Дунга и Петра Чуата. Вьетнам, середина XIX века.

117 вьетнамских мучеников — группа святых Римско-католической церкви, канонизированных 19 июня 1988 года Римским папой Иоанном Павлом II.
День памяти святых мучеников отмечается 24 ноября.

## История
По оценкам Ватикана, число вьетнамских мучеников составляет от 130 тысяч до 300 тысяч человек. За пять лет, с 1857 по 1862 год, за свою веру были убиты около пяти тысяч христиан; около 215 священников, священнослужителей и монахинь и около 40 тысяч верующих были арестованы, заключены в тюрьмы или сосланы.
Пытки, которым подверглись вьетнамские мученики, Ватикан считает одними из самых страшных в истории христианского мученичества. Им отрубали конечности сустав за суставом, разрывали плоть раскалёнными щипцами и применяли наркотики, чтобы сломить разум жертв. Христианам в то время наносили на лица клеймо со словами «tả đạo» (左道, букв. «Зловещая религия»), а семьи и деревни, исповедовавшие христианство, безжалостно уничтожались.
117 вьетнамских мучеников были беатифицированы Католической церковью в четыре этапа:
- 27 мая 1900 г. — 64 человека беатифицированы Римским папой Львом XIII;
- 20 мая 1906 г. — 8 человек беатифицированы Римским папой Пием X;
- 2 мая 1909 г. — 20 человек беатифицированы Римским папой Пием X;
- 28 апреля 1951 г. — 25 человек беатифицированы Римским папой Пием XII.

Римский папа Иоанн Павел II решил канонизировать как тех, чьи имена известны, так и неизвестных, назначив единый день поминовения. Из 117 мучеников большая часть были вьетнамцами, но также были миссионеры из Франции и Испании:
- 96 вьетнамцев: тридцать семь священников, четырнадцать катехизаторов, один семинарист и сорок четыре мирянина;
- 11 испанцев: шесть епископов и пять священников-доминиканцев;
- 10 французов: два епископа и восемь священников «Парижского общества заграничных миссий».

Среди этих мучеников есть лишь одна женщина — мирянка Агнес Тхань-Де Тхи Ле. Они приняли мученическую смерть за христианскую веру во время правления следующих вьетнамских правителей:
- Два во время правления князя Чинь Зоаня[вьет.] (1740—1767);
- Два во время правления князя Чинь Шама[вьет.] (1767—1782);
- Два указом князя Кан Тхиня (1782—1802);
- Пятьдесят восемь при императоре Нгуене Тхань-то (1820—1841);
- Три при императоре Нгуене Хьен-то (1841—1847);
- Пятьдесят при императоре Нгуене Зык-тонг (1847—1883).

Первым мученическую смерть принял Андрей из Фуйена — молодой вьетнамский катехизатор-мирянин, убитый в 1644 году. Он был беатифицирован 5 марта 2000 года Римским папой Иоанном Павлом II и не входит в группу 117 вьетнамских мучеников, но считается первомучеником Католической церкви во Вьетнаме.

## Список мучеников
1. Августин Шёффлер Донг, французский священник
2. Августин Хай Вьет Фан, мирянин и солдат
3. Августин Мой Ван Нгуен, мирянин
4. Агнес Тхань-Де Тхи Ле, мирянка
5. Андрей Зунг Лак, вьетнамский священник
6. Андрей Тхонг Ким Нгуен, мирянин
7. Андрей Чонг Ван Чан, мирянин и солдат
8. Андрей Туонг Мань Нгуен, мирянин
9. Антоний Дить Тьен Нгуен, мирянин
10. Антоний Куинь Хыу Нгуен, мирянин и врач
11. Бернард Ду Ван Ву, вьетнамский священник
12. Валентин Беррио-Очоа Винь, испанский епископ
13. Викентий Лием Хье Фам, OP, вьетнамский священник
14. Викентий Зыонг Ван Фам, мирянин
15. Викентий Дием Нгуен, вьетнамский священник
16. Викентий Туонг Мань Нгуен, мирянин и местный судья
17. Викентий Йен До, вьетнамский священник
18. Гиацинт Кастенеда Джиа, OP, испанский священник
19. Доминик Кам Ван Нгуен, вьетнамский священник
20. Доминик Дат Динь, мирянин и солдат
21. Доминик Хань Ван Нгуен, вьетнамский священник
22. Доминик Энарес Мин, испанский епископ
23. Доминик Хуэн Ван Чан, мирянин и рыбак
24. Доминик Кхам Чонг Фам, мирянин и местный судья
25. Доминик Мау Зык Динь, вьетнамский священник
26. Доминик Мао Зык Нгуен, мирянин
27. Доминик Нхи Зык Нгуен, мирянин
28. Доминик Нинь Зуй Чан, мирянин
29. Доминик Нгуен Хай Нгуен, мирянин
30. Доминик Тоай Ван Чан, мирянин и рыбак
31. Доминик Чать-Доай Зук Ву, вьетнамский священник
32. Доминик Туок Динь Ву, вьетнамский священник
33. Доминик Уй Ван Буй, катехизатор
34. Доминик Сюен Ван Нгуен, OP, вьетнамский священник
35. Иаков Нам Май До, вьетнамский священник
36. Иероним Эрмосилья Вонг, OP, испанский епископ
37. Иммануил Фунг Ван Ле, мирянин
38. Иммануил Чиу Ван Нгуен, вьетнамский священник
39. Иоанн Карл Корне Тан, французский священник
40. Иоанн Дат Вьет Доан, вьетнамский священник
41. Иоанн Хоан Чинь Доан, вьетнамский священник
42. Иоанн Людовик Боннар Хуонг, французский священник
43. Иоанн Креститель Кон Нгок Чан, мирянин
44. Иоанн Креститель Тхань Ван Динь, катехизатор
45. Иосиф Мария Диас Санхурхо Ан, испанский епископ
46. Иосиф Кань Луонг Хоанг, мирянин и врач
47. Иосиф Фернандес Хиен, испанский священник
48. Иосиф Хиен Куанг До, вьетнамский священник
49. Иосиф Кханг Дуй Нгуен, катехизатор
50. Иосиф Люу Ван Нгуен, мирянин
51. Иосиф Маршан Дю, французский священник
52. Иосиф Нги-Ким Динь Нгуен, вьетнамский священник
53. Иосиф Тхи Данг Ле, мирянин и военный офицер
54. Иосиф Уйен Динь Нгуен, вьетнамский священник
55. Иосиф Вьен Динь Данг, вьетнамский священник
56. Иосиф Та Чонг Фам, мирянин и губернатор
57. Иосиф Тук Куанг Фам, мирянин
58. Иосиф Туан Ван Чан, вьетнамский священник
59. Иосиф Туан Ван Чан, мирянин
60. Лаврентий Нгон Вьет Фам, мирянин и солдат
61. Лаврентий Хуонг Ван Нгуен, вьетнамский священник
62. Лука Лоан Ба Ву, вьетнамский священник
63. Лука Тин Чонг Фам, мирянин и губернатор
64. Мартин Тхо Нгок Чан, мирянин
65. Мартин Тхинь Зык Та, вьетнамский священник
66. Матфей Алонсо Лечиниана Дау, испанский священник
67. Матфей Фуонг-Дак Ван Нгуен, мирянин
68. Матфей Гам Ван Ле, мирянин и торговец
69. Мельхиор Гарсия-Сампедро Сюен, испанский епископ
70. Михаил Хи Дин Хо, мирянин и чиновник
71. Михаил Ми Хай Нгуен, мирянин
72. Николай Зук Буй, мирянин и солдат
73. Павел Быонг Вьет Тонг, мирянин и военный офицер
74. Павел Зыонг-Донг Ван Ву, мирянин
75. Павел Хань Ван Чан, мирянин
76. Павел Кхоан Кхак Фам, вьетнамский священник
77. Павел Лок Ван Ле, вьетнамский священник
78. Павел Ми Ван Нгуен, катехизатор
79. Павел Нган Нгуен, вьетнамский священник
80. Павел Тинь Бао Ле, вьетнамский священник
81. Пётр Альмато Бинь, ОП, испанский священник
82. Пётр Туан Ван Динь, мирянин
83. Пётр Дунг Ван Динь, мирянин
84. Пётр Да Хюу Фан, мирянин и плотник
85. Пётр Дюмулен-Бори Цао, французский епископ
86. Пётр Зыонг Ван Чуонг, катехизатор
87. Пётр Франциск Неро Бак, французский священник
88. Пётр Хьё Ван Нгуен, катехизатор
89. Пётр Кхань Хоанг, вьетнамский священник
90. Пётр Кхоа Данг Ву, вьетнамский священник
91. Пётр Люу Ван Нгуен, вьетнамский священник
92. Пётр Куй Конг Доан, вьетнамский священник
93. Пётр Тхи Ван Чуонг, вьетнамский священник
94. Пётр Чуат Ван Ву, катехизатор
95. Пётр Ту Ван Нгуен, OP, вьетнамский священник
96. Пётр Ту Кхак Нгуен, катехизатор
97. Пётр Туан Ба Нгуен, вьетнамский священник
98. Пётр Туй Ле, вьетнамский священник
99. Пётр Ван Ван Доан, катехизатор
100. Симон Хоа Дак Фан, мирянин и врач
101. Стефан Феодор Куэно, французский епископ
102. Стефан Винь Ван Нгуен, мирянин
103. Феофан Венар Вен, французский священник
104. Филипп Минь Ван Фан, вьетнамский священник
105. Фома Де Ван Нгуен, мирянин
106. Фома Дю Вьет Динь, вьетнамский священник
107. Фома Тиен Ван Чан, семинарист
108. Фома Тоан Динь Дао, катехизатор
109. Фома Куонг Тук Нго, вьетнамский священник
110. Франциск Чиу Ван До, катехизатор
111. Франциск Хиль де Фредерих Те, испанский священник
112. Франциск Изидор Гажелен Кин, французский священник
113. Франциск Жаккар Фан, французский священник
114. Франциск Чунг Ван Чан, мирянин и военный офицер
115. Франциск Ксаверий Кан Нгуен, катехизатор
116. Франциск Ксаверий Мау Чонг Ха, катехизатор
117. Целемент Игнатий Дельгадо Йи, испанский епископ